# Apartador d'Ares
L'apartador d'ARES era un curt ramal ferroviari privat que enllaçava amb la línia Llobregat-Anoia de Ferrocarrils de la Generalitat de Catalunya al terme municipal de Sant Vicenç de Castellet. Es va construir per poder transbordar mercaderies entre les línies de via métrica i de via ampla, i va estar en servei entre els anys 1939/1940 i 2008.

## Història
Quan es va construir la línia de via métrica de Manresa a Olvan/Berga i Guardiola de Berguedà, es va establir un enllaç amb la xarxa ferroviària de via ampla a l'estació de Manresa-Riu, situada a l'actual Passeig del riu de Manresa. En un pont metàl·lic que travessava el riu Cardener havia instal·lades vies dels dos amples, i a l'estació de Manresa-Riu diverses vies amb quatre carrils permetien el transbordament de les mercaderies entre els trens del Tranvía o Ferrocarril Económico de Manresa a Berga (des del 1919, Compañía General de los Ferrocarriles Catalanes, CGFC) i els de la Compañía de los Caminos de Hierro del Norte de España. A principis de l'any 1939, durant la Guerra Civil Espanyola, el pont sobre el Cardener va ser volat, perdent així la possibilitat del transbordament de les mercaderies. Malgrat diversos projectes, aquest enllaç no es va reconstruir mai.
Per compensar aquesta pèrdua, entre els anys 1939 i 1940 es va construir l'apartador d'ARES, situat al punt quilomètric 53+389 de la línia de Barcelona a Manresa, a menys d'un quilòmetre de l'estació de Sant Vicenç de Castellet/Castellgalí. Allà enllaçava amb els trens de via ampla de la Compañía de los Caminos de Hierro del Norte de España (des de l'any 1941, RENFE). Aquesta instal·lació es va construir bàsicament per transbordar els minerals extrets de les conques del Bages i el Berguedà.
Es tractava d'una instal·lació ferroviària de propietat particular, explotada per l'empresa ARES (Almacén Regulador Empalme San Vicente), societat formada per les empreses mineres UEE (Unión Española de Explosivos), MPS (Minas de Potasa de Suria), PISA y EPSA. Allà es transbordaven els minerals (carbó i potassa) dels vagons de via métrica als de via ampla. Durant els anys seixanta es va reduir notablement el transport de carbons, fins a desaparèixer completament als anys setanta. Aquesta pèrdua es va compensar amb l'augment de transport de potassa. Aquesta evolució dels materials transportats també va suposar un canvi en els propietaris de l'apartador, passant a ser explotat per les empreses TRAMER (Transporte de Mercancías, constituïda l'any 1967) i COPOSA (Comercial de Potasas S.A., constituïda l'any 1970), totes dues filials de Minas de Potasa de Súria, S.A.
Una reestructuració de la logística de transport dels minerals va suposar l'abandonament de l'apartador a partir de l'any 2008, darrer en el que van arribar els trens carregats de potassa de Ferrocarrils de la Generalitat de Catalunya (FGC). Finalment, a principis de l'any 2018 es va desmuntar el desviament que unia l'apartador a la línia general de Barcelona a Manresa de FGC, quedant l'apartador definitivament donat de baixa. Actualment continuen existint tant els edificis com les vies, però sense cap ús.

## Descripció
Quan es va construir, l'apartador disposava de cinc vies d'ample mètric, la més llarga de 475 metres de longitud. En aquesta època, per descarregar la potassa es disposava d'un bolcador: cada vagó se separava de la composició i s'introduïa dins d'aquesta instal·lació, era fortament subjectat, i es bolcava sencer per tal de fer caure el mineral a un pou. Mitjançant cintes transportadores, la potassa anava cap al magatzem, o directament a carregar els vagons de via ampla de RENFE. El carbó es transbordava mitjançant pales mecàniques.
L'esquema de vies es va modificar i simplificar a principis dels anys noranta, per adaptar les instal·lacions a l'arribada dels nous vagons tremuja de la sèrie 62.000. Llavors va passar a tenir només dues vies: una de més de 250 metres, i una altra d'uns 190 metres. El bolcador va ser eliminat, car els nous vagons tenen comportes de descàrrega inferiors. El primer tren amb aquests nous vagons va ser descarregat a les renovades instal·lacions el 19 d'agost de 1991.
En aquesta darrera època, els trens d'FGC arribaven a l'estació de Sant Vicenç de Castellet/Castellgalí. Allà es feien dos talls de vagons; el primer es pujava fins a l'apartador i entrava empenyent. Quan ja s'havien descarregat aquests vagons, la locomotora tornava a l'estació a cercar el segon tall, que es pujava a l'apartador, s'empenyia i es descarregava. Un cop descarregats tots els vagons, es formava de nou el tren i sortia directament des de l'apartador cap a les estacions de Súria o Sallent, per ser carregats de nou.

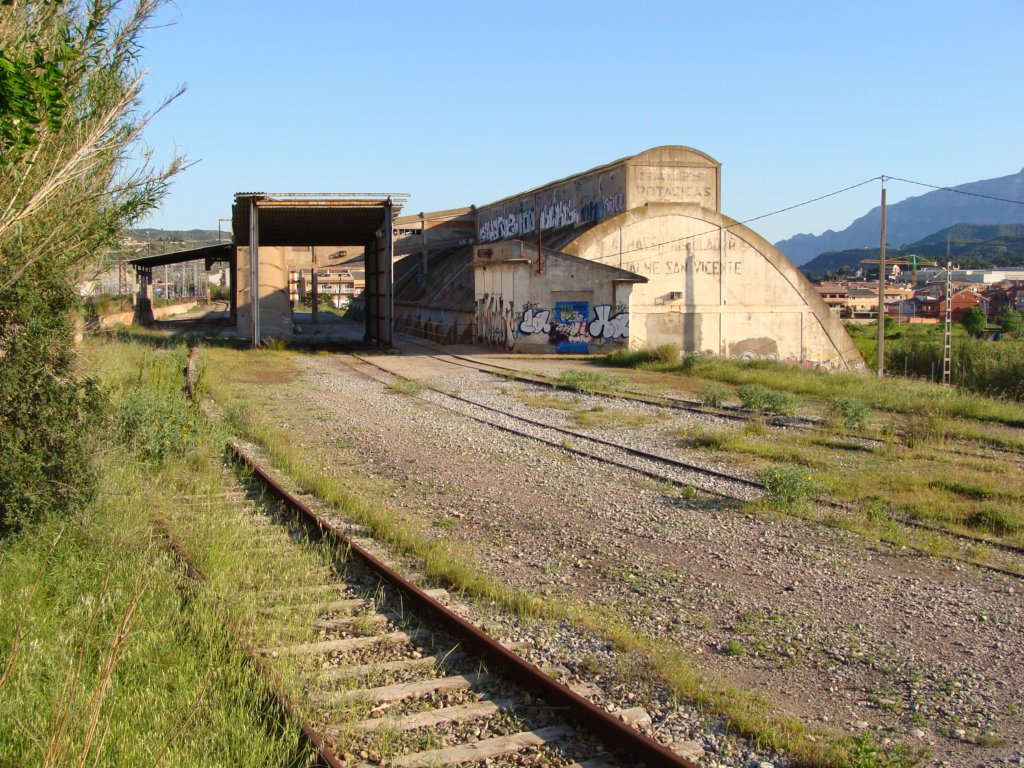
L'apartador l'any 2008, ja fora de servei. A la dreta, el magatzem de potassa. A l'esquerra, instal·lacions de descàrrega i càrrega del mineral.
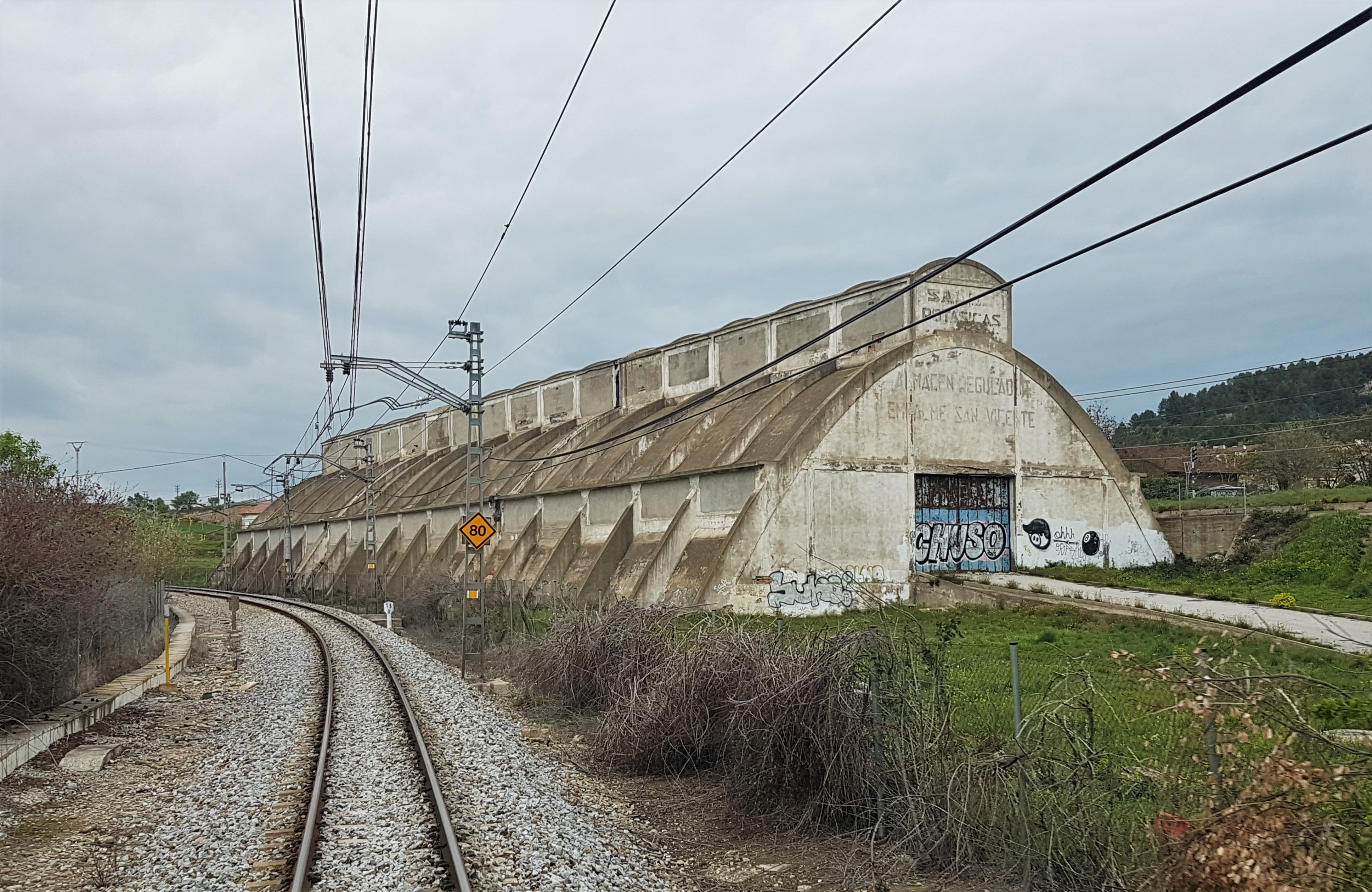
El magatzem de potassa, tal com estava l'any 2020.
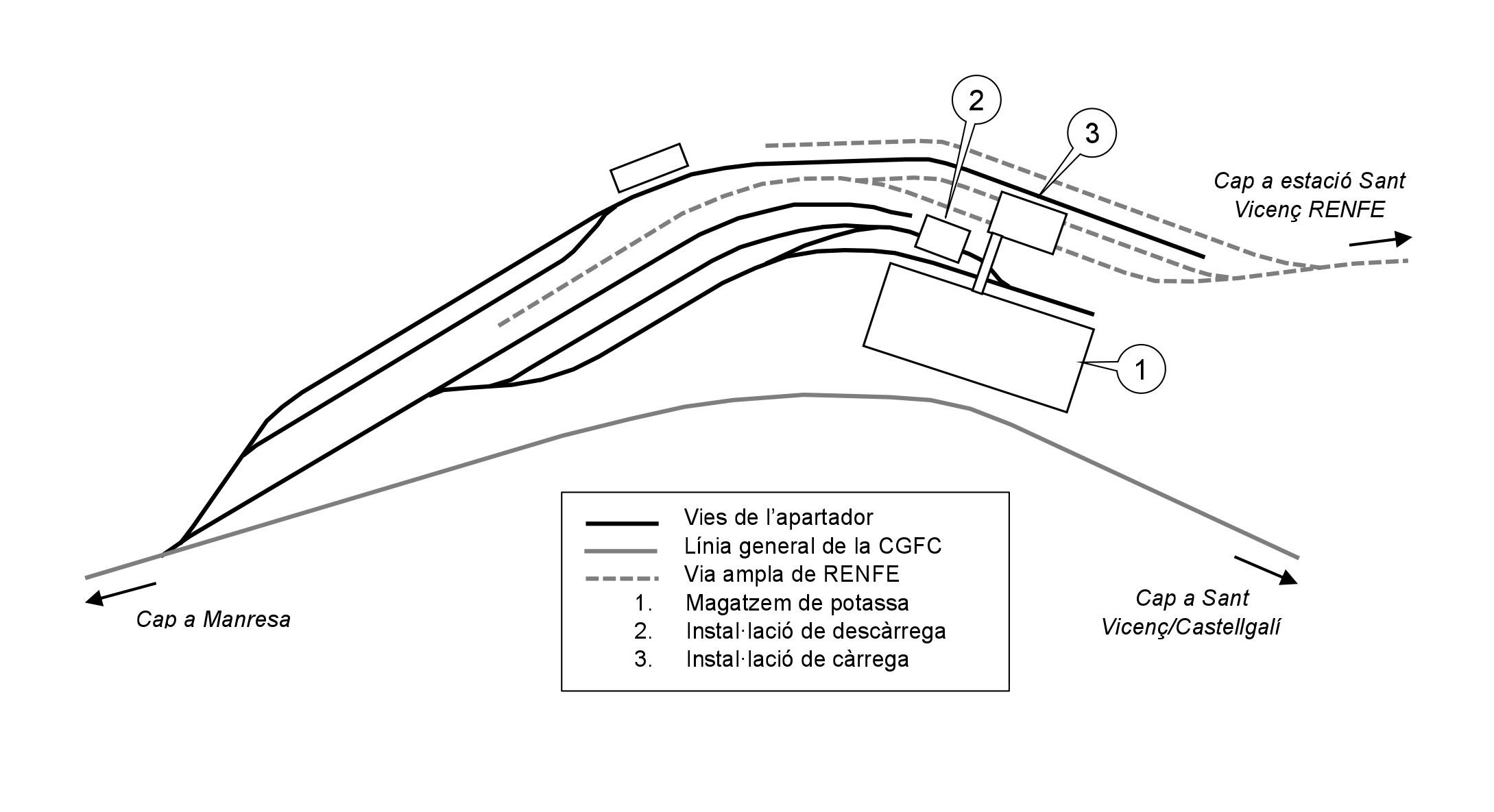
Plànol de l'apartador a l'època de la CGFC, fins als anys noranta.
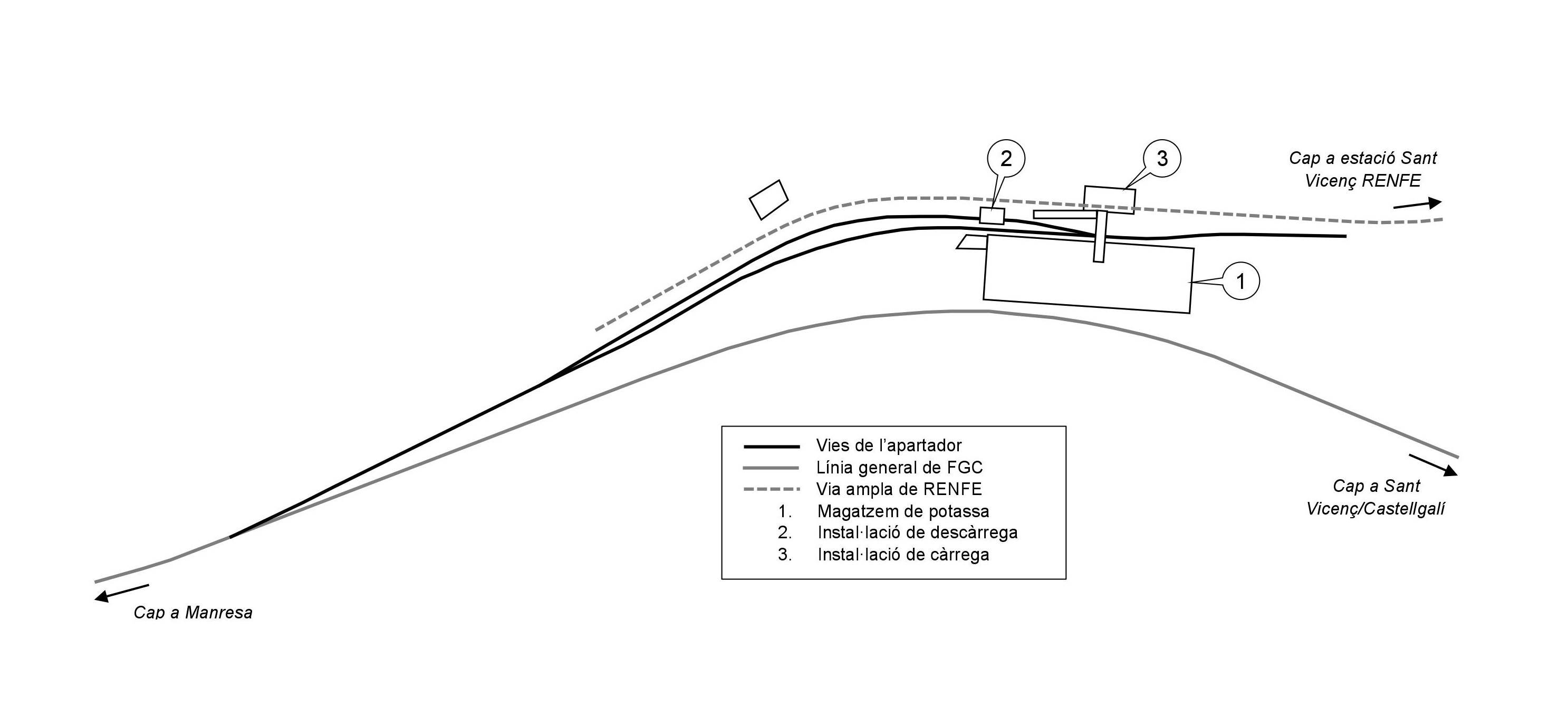
Plànol de l'apartador a l'època de FGC, a partir de principis dels anys noranta.